# 牛頭角巴士總站
牛頭角巴士總站（英語：Ngau Tau Kok Bus Terminus）是位於香港九龍佐敦谷的巴士總站，亦是三條巴士路線的巴士總站，位於佐敦谷北道旁。

## 歷史

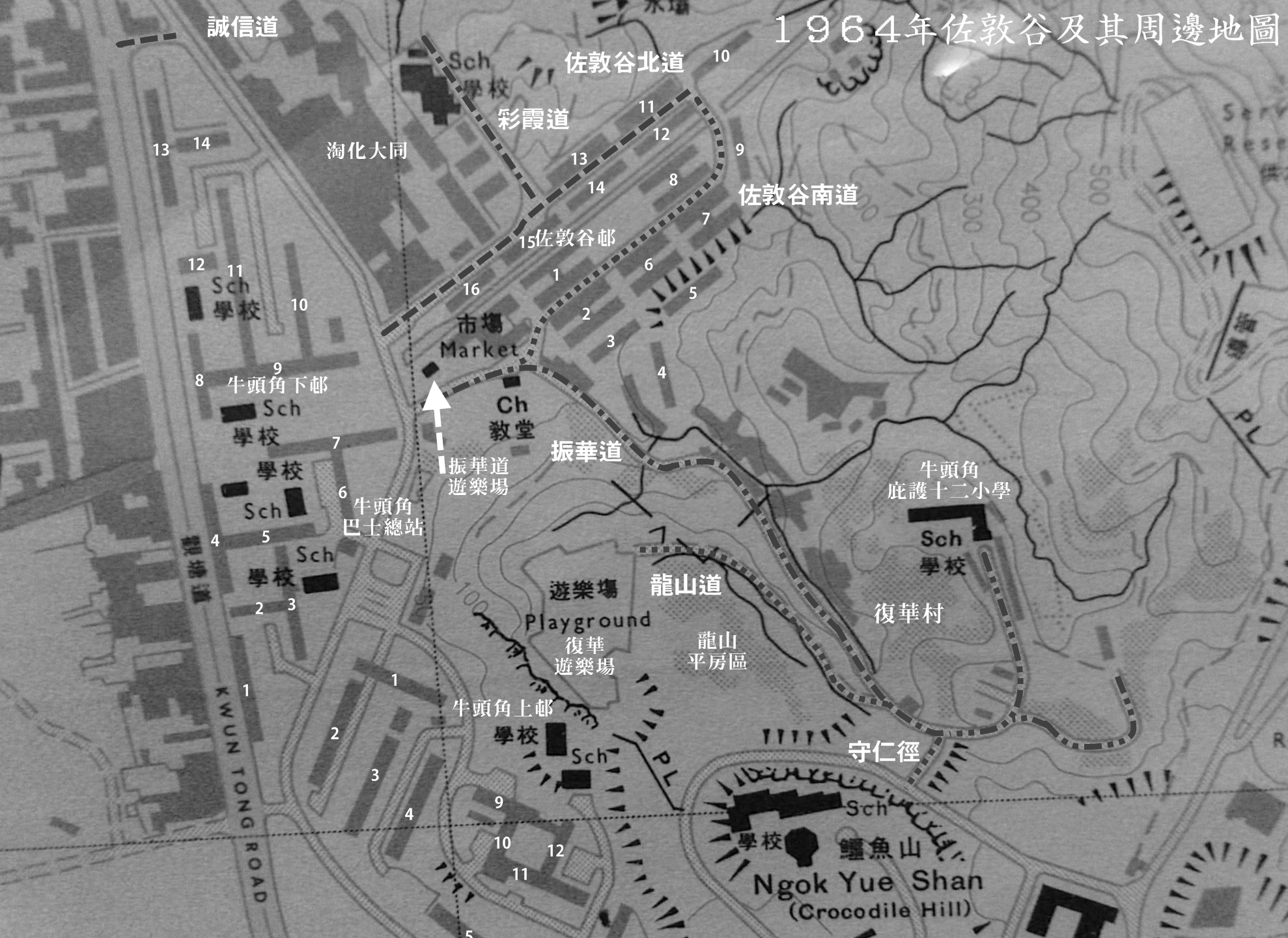
1964年佐敦谷一帶的地圖

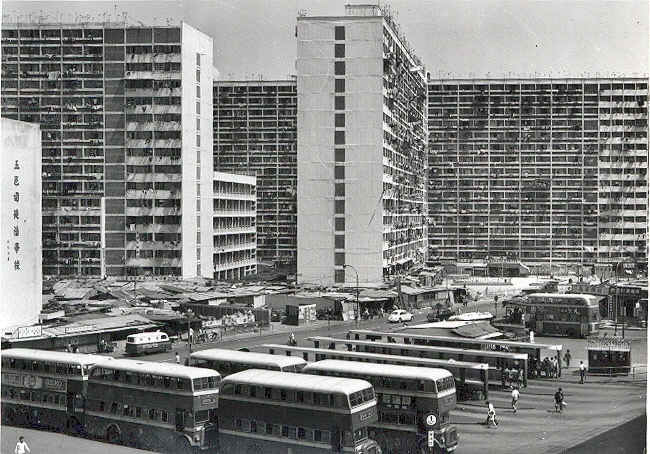
舊牛頭角巴士總站，後方是牛頭角下邨（一區）第五至第七座以及五邑司徒浩學校。

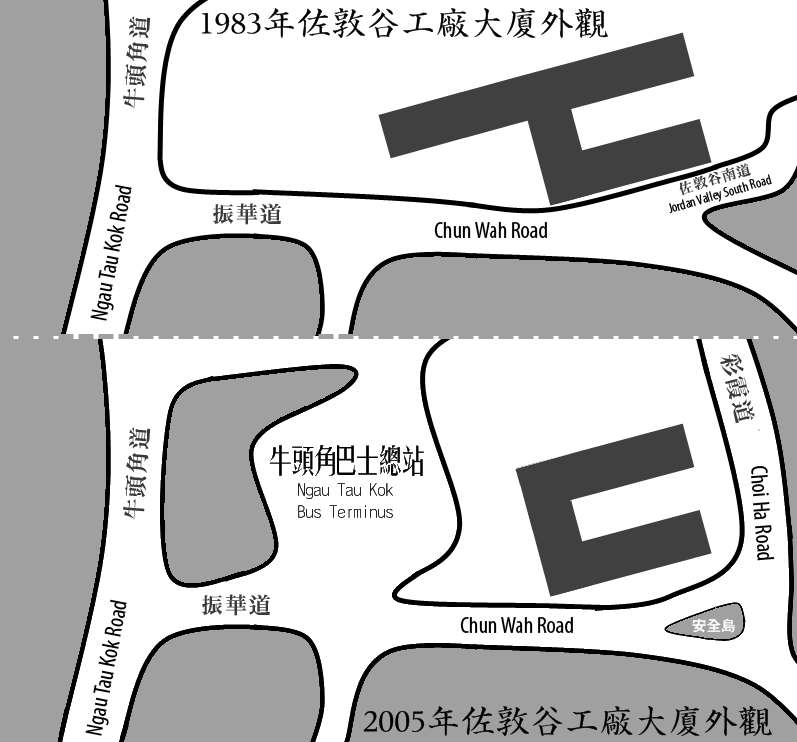
鳥瞰佐敦谷工廠大廈外觀變遷

### 舊總站
牛頭角巴士總站最初位於牛頭角徙置區中央，即介乎牛頭角道、安德道與安華街交界，於1953年10月19日啟用，屬觀塘區大型巴士總站之一。主要為徙置區內超過20座樓宇的居民服務。根據1982年通用出版的《香港街道地方指南》顯示，當時以此為總站的巴士路線包括2A、6D、14B和209。當新總站啟用後，原址發展為牛頭角市政大廈第二期。

### 新總站
現址位於振華道、牛頭角道與佐敦谷北道交界，於1985年4月14日啟用，鄰近安基苑和淘大花園，前身主要為振華道遊樂場和佐敦谷工廠大廈。
1980年代初期，為配合佐敦谷邨旁將會興建新住宅大廈，附近的社區設施需要重新配置，當中包括位於安華街的巴士總站。在前市政局的檔案《Permanent Alienation of Chun Wah Road Playground, Ngau Tau Kok》提到，牛頭角街市／市政大廈發展工程第二期中，包括興建新牛頭角巴士總站，選址在當時的振華道遊樂場，故此後者會被永久拆去。另一份檔案《Ngau Tau Kok Marketing/Housing Complex - HO 12》提到，興建新巴士總站不僅需要拆掉振華道遊樂場，還需要把佐敦谷工廠大廈西翼一部份和佐敦谷邨第16座的火水站遷拆，部份佐敦谷渠亦需被覆蓋。
新總站終在1985年初落成。根據1985年3月第九零八號政府憲示，新總站範圍被劃為禁區，專利巴士外的車輛一律禁止駛進新總站，以為總站啟用作準備。另外，在前運輸局要求下，新總站還附設一條連接振華道至佐敦谷北道的單程行車通道，以及一條駁通牛頭角下邨和當時新落成的居者有其屋屋苑——安基苑的行人天橋，方便居民使用。

#### 重大事故
牛頭角巴士總站現址原是一條明渠，從飛鵝山流下來的雨水，經過佐敦谷水塘和佐敦谷渠引導至九龍灣。總站旁的振華道地底則是水務管道藏身之處，喉管老化導致爆裂的情況，在千禧年後時有出現，亦引致振華道和牛頭角道交界的水務工程不絕，間中影響到巴士總站運作。
若要數新總站啟用以來，附近發生過的重大事故，非在2003年肆虐香港的嚴重急性呼吸系統綜合症（SARS），2006年一樁鬧出人命的氣體爆炸案及2016年導致兩名消防員殉職的迷你倉大火莫屬。
2003年香港發生了大規模的SARS疫情。其中最受影響的地區便是牛頭角和佐敦谷一帶，與巴士總站只有一街之隔的淘大花園和牛頭角下邨情況尤其嚴重。前者有多名居民受感染後失救，終告死亡，部份居民需要暫時遷入度假村進行隔離，減低疫情擴散的機會。而前特首董建華的夫人董趙洪娉到訪同樣受疫情影響的牛頭角下邨，她一身密不透風的防護衣，事後被傳媒大肆抨擊，亦成為市民譏笑的對象。SARS過後，淘大花園的發展商恆隆地產出動大量財力宣傳旗下淘大商場，以重拾市民信心。
另一件大事發生在2006年4月11日下午，位於巴士總站出口對面、佐敦谷北道和牛頭角道交界的偉景樓發生煤氣洩漏引致爆炸，導致兩人死亡及八人受傷。事發前，在佐敦谷北道傳來陣陣煤氣味，消防、警方和煤氣公司職員到場了解，深怕會構成危險，封閉了佐敦谷北道和牛頭角巴士總站，經查證確定沒有危險性後，把現場解封。各部門欲收隊離開之際，現場三處地方幾乎同一時間發生爆炸，波及偉景樓住客以及牛頭角道和佐敦谷北道的行人，其中兩名偉景樓住客不幸因此喪生。
事發後，現場包括淘大花園對開一段佐敦谷北道和牛頭角道來回方向全線封閉，所有車輛須改用觀塘道、彩霞道或康寧道，以牛頭角為終點站的巴士路線需以樂華巴士總站調頭，並連同其他路線一同繞經觀塘道，直至牛頭角道局部開放，巴士才陸續改回原來行車路線。
香港政府事後成立跨部門小組調查事件起因，表示煤氣從地下破損了的喉管洩漏出來，再擴散至偉景樓地下大堂，積聚了一定濃度後發生爆炸釀成意外。
2016年6月21日，淘大工業村遭祝融光顧，打破香港開埠以來工業樓宇火警燃燒時數的紀錄，導致兩名消防員殉職。

## 總站路線資料 (巴士)

### 九龍巴士6D線
- 牛頭角 ↔ 美孚

1958年10月15日起投入服務，初時來往牛頭角←→荔枝角。「六七暴動」期間停辦，翌年1月13日起恢復服務。開辦超過50年，見證著香港工業的興衰，今後繼續帶給東、西九龍的市民舒適的旅程。現時途經九龍灣啟業邨、彩虹邨、新蒲崗彩虹道、黃大仙東頭邨、九龍城界限街、花墟公園、石硤尾大坑東邨、深水埗元州街、長沙灣青山道等地。另與其他路線提供八達通轉乘優惠

### 九龍巴士14B線
- 牛頭角 ↔ 藍田（廣田邨）

1967年9月16日起投入服務，取代因「六七暴動」而停駛的路線11D，最初來往觀塘碼頭←→油塘。四十多年來見盡工業起飛與沒落、商業大廈的崛起、新舊交替的公共房屋，以及交通模式的轉變，時刻與觀塘區居民同步向前。現時途經牛頭角上邨、觀塘市中心、藍田匯景花園、鯉魚門廣場、油塘高俊苑等地。另與其他路線提供八達通轉乘優惠

### 九龍巴士89B線
- 沙田圍 ↔ 牛頭角

1984年8月5日開辦，途經曾大屋、車公廟、黃大仙祠、荷里活廣場、德福廣場等多個大型消閒娛樂場所，同時為沙角邨、博康邨、乙明邨、秦石邨、新翠邨、橫頭磡邨、黃大仙及彩虹邨等多個公共屋邨的居民提供便捷的巴士服務。本路線於觀塘區的總站位置曾作出多次調動，於2022年9月13日調遷到此總站。

### 過海隧道巴士N121線
- 中環（港澳碼頭） ↔ 牛頭角

1975年12月17日起投入服務，原路線編號為121，初時來往彩虹←→中環（急庇利街）。通宵過海巴士的鼻祖，為巴士路線發展史揭開了新一頁。三十多年來一直與好拍檔N122並肩作戰，不斷延長路線，爭取乘客支持。現時途經九龍灣啟業邨、彩虹邨、新蒲崗彩虹道、黃大仙東頭邨、九龍城宋皇臺、土瓜灣高山劇場、紅磡海底隧道、灣仔修頓球場、金鐘太古廣場、中環置地廣場等地。另與路線N122提供八達通免費轉乘。

## 總站路線資料 (小巴)

### 九龍區專線小巴89A線
- 安泰邨 ↔ 牛頭角

### 九龍區專線小巴89C線
- 安達邨 ↔ 牛頭角

## 途經路線資料

### 九龍巴士2A線
- 樂華 ↔ 美孚

1952年12月22日起投入服務，初時來往深水埗碼頭←→九龍城。「六七暴動」期間停辦，同年10月14日恢復服務。開辦接近60年，輾轉地延長路線，繼續貫通東、西九龍。現時途經牛頭角淘大花園、九龍灣啟業邨、新蒲崗采頤花園、九龍城亞皆老街、旺角彌敦道、深水埗荔枝角道、長沙灣青山道、荔枝角美孚新邨等地。另與其他路線提供八達通轉乘優惠。

### 九龍巴士13線
- 安達臣 ↔ 深水埗（欽州街）

2025年8月18日起投入服務。現時途經秀茂坪、觀塘樂華邨、牛頭角淘大花園、九龍灣啟業邨、新蒲崗采頤花園、九龍城亞皆老街、旺角彌敦道、大角咀櫻桃街等地。

### 九龍巴士13X線
- 寶達 ↔ 尖沙咀東

1988年5月16日起投入服務，初時來往中秀茂坪←→尖沙咀碼頭。二十多年來不斷提升服務水平，為東、南九龍的市民帶來快捷的交通服務。現時途經秀茂坪邨、觀塘樂華邨、牛頭角淘大花園、九龍灣麗晶花園、紅磡漆咸道北、佐敦道、尖沙咀栢麗大道、香港科學館等地。

### 九龍巴士28線
- 樂華 ↔ 尖沙咀碼頭

1985年3月3日起投入服務，初時來往樂華←→尖沙咀（力寶太陽廣場旁）。尖沙咀商業區和旅遊區的帶動下，總站一再更改，可幸的是，支持它的，從來沒變，跨越銀禧後，前景續明朗。現時途經牛頭角淘大花園、九龍灣啟祥道／啟業邨、新蒲崗工業區、九龍城宋皇臺、馬頭角偉恆昌新邨、土瓜灣高山劇場、紅磡香港理工大學、尖沙咀東部商業區、尖沙咀天星碼頭等地。

### 九龍巴士28B線
- 彩福 ↔ 啟德（啟晴邨）

此路線於2013年3月28日投入服務，途經彩德邨、彩盈邨、樂華邨、康寧道公園、觀塘市中心及九龍灣（九龍灣商貿區、啟業邨及麗晶花園），為首條駛經彩福一帶的全日常規巴士路線。每日15:00由啟德開出的班次停靠此站。另與其他路線提供八達通轉乘優惠

### 九龍巴士213X線
- 安泰（南） ↺ 尖沙咀

2016年7月30日起投入服務。現時途經安達邨、秀茂坪邨、牛頭角淘大花園、香港科學館、尖沙咀栢麗大道等地。由安泰開出的班次停靠此站。

### 九龍巴士224R線
- 香港體育館 → 黃大仙

### 過海隧道巴士606線
- 彩雲（豐盛街） ↔ 小西灣（藍灣半島）

### 過海隧道巴士606A線
- 彩雲（豐盛街） ↔ 耀東邨

2010年11月15日起投入服務，原為606線的班次。2010年11月15日起，配合606線重組，縮短至耀東邨從當天起。星期一至六頭班車至09:00或以前開出的班次，均改為途經九龍灣啟業邨、佐敦谷彩盈邨和牛頭角上邨前往耀東邨。港島區行車路線及八達通轉乘優惠計劃則與606線相同。由彩雲開出的班次停靠此站。

## 車坑分佈
| 車坑分佈（以入口最左邊起計） | 車坑分佈（以入口最左邊起計） | 車坑分佈（以入口最左邊起計）             |
| 車坑編號                     | 車坑數目                     | 路線                                     |
| ---------------------------- | ---------------------------- | ---------------------------------------- |
| 1                            | 單坑                         | 專綫小巴89A、89C線                       |
| 2                            | 單坑                         | 九龍巴士13X、28、213X線                  |
| 3                            | 單坑                         | 九龍巴士2A、13、28B線 過海隧道巴士606A線 |
| 4                            | 單坑                         | 九龍巴士89B線                            |
| 5                            | 單坑                         | 九龍巴士14B、224R、225R線                |
| 6                            | 單坑                         | 九龍巴士6D線 過海隧道巴士N121線          |
| 7                            | 單坑                         | 公共車道                                 |

## 備註
1. ↑  每天下午三點後
2. ↑  星期日及公眾假期是606的特別班次

## 外部連結
- 九巴 （页面存档备份，存于）